# Gunnel Granlid
Gunnel Margareta Granlid, ogift Johansson, född 15 september 1932 i Göteborgs Karl Johans församling, död 9 februari 2013 i Stockholm, var en svensk journalist. Granlid var mellan 1975 och 1997 reporter och producent på Sveriges Radio. Hon var en av grundarna av det feministiska nätverket Grupp 8.

## Biografi
Gunnel Granlid kom från en arbetarfamilj i Majorna. Hennes föräldrar var rörarbetaren Eskil Johansson och Alice Åberg. Gunnel Granlid började sin yrkesbana som reporter och redigerare på Arbetartidningen i Göteborg. Hon var 1953–1968 gift med litteraturvetaren och författaren Hans O. Granlid; de bodde några år i Umeå innan de vid mitten av 1960-talet flyttade till Stockholm där Gunnel Granlid frilansade som journalist. De fick två barn. 1965 började hon arbeta på den nygrundade tidningen Tidsignal och bildade 1968 ny familj med tidningens redaktör Bo Hammar, som hon levde samman med under en period av sitt liv. År 1967–1968 följde hon litteraturprofessorn Karin Westman Bergs Könsrollsseminarium i Uppsala och grundade tillsammans med sju andra seminariedeltagare nätverket Grupp 8. Under en period var hon enagerad i Vänsterpartiet kommunisterna och företrädde dem i tv-sända debatter.
Granlid var under en tid redaktionssekreterare på veckotidningen Idun och därefter fram till pensioneringen journalist vid vetenskapsredaktionen och samhällsredaktionen på Sveriges Radio. Under sin tid på radion satt hon i styrelsen för SIF-klubben och som personalrepresentant i Sveriges Radios styrelse.
Gunnel Granlid ingick i en av de grupper som arbetade för etablerandet av Kvinnohistoriskt museum. Museet öppnade 2014 i Umeå.